# 伊藤清 (衆議院議員)

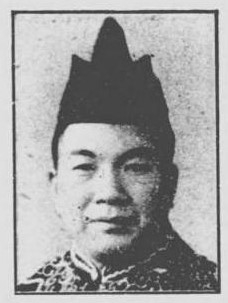
伊藤清

伊藤 清（いとう きよし、1890年（明治23年）12月7日 - 1981年（昭和56年）6月12日）は、大正から昭和期の弁護士、裁判官、政治家。衆議院議員。

## 経歴
千葉県匝瑳郡福岡町（八日市場町、八日市場市を経て現匝瑳市）で、伊藤啓三郎の二男として生まれる。錦城中学校（現錦城学園高等学校）、第三高等学校を経て、1918年（大正7年）東京帝国大学法科大学法律学科（独法）を卒業した。
1918年8月、司法官試補に任官し、東京地方裁判所予備判事、長崎地方裁判所判事を歴任し、1921年（大正10年）7月に退官した。留学してロンドン大学、ベルリン大学で学び、在学中に司法省から英独の労働法研究の委嘱を受けた。1925年（大正14年）に帰国し弁護士を開業した。1927年（昭和2年）日本大学講師となり政治学を担当。1941年（昭和16年）8月、大日本興亜同盟理事に就任。また、日本肥料、小林鉱業、昭和電工、津田合名、鉄道塗装工業、日本写真工業、鹿島組などの顧問を務めた。
1942年（昭和17年）4月、第21回衆議院議員総選挙に翼賛政治体制協議会の推薦を受け千葉県第2区から出馬して当選し、衆議院議員を1期務めた。この間、司法省委員、翼政会事務局参与、翼政会政調内閣・司法兼務委員などを務めた。戦後、日本進歩党に所属し、その後、公職追放となった。
その後、第二東京弁護士会長、日本弁護士連合会理事などを務めた。

## 著作
- 『独逸労働法概論』酒井書店、1928年。
- 『明治精神に生きる』伊藤清、1969年。